# Bedřichovice
Bedřichovice (Duits: Friedrichsau of Friedrichsau bei Jankau) is een Tsjechische plaats in de gemeente Jankov, regio Midden-Bohemen, en maakt deel uit van het district Benešov. Het dorp ligt op ongeveer 4 kilometer afstand van Jankov en op ongeveer 20 kilometer afstand van de stad Benešov.
Bedřichovice telt 42 inwoners (2021).

## Geografie
In Bedřichovice ontspringt de Poláneckýbeek, die op zijn beurt weer verbonden is met de rivier de Blanice.

## Geschiedenis
De eerste schriftelijke vermelding van het dorp dateert van 1352.
Van 1921 tot 1979 behoorde Bedřichovice tot de voormalige gemeente Čestín. Sindsdien maken beide dorpen deel uit van de gemeente Jankov, die sinds 1960 bij het district Benešov is ingedeeld.

## Voorzieningen
Er is een kleine brandweerkazerne in het dorp.

## Verkeer en vervoer

### Autowegen
Er leidt een regionale weg naar het dorp.

### Spoorlijnen
Er is geen station in Bedřichovice. Het dichtstbijzijnde station is in Znosim, op zo'n elf kilometer afstand. Dat station wordt bediend door treinen van spoorlijn 222 Benešov - Trhový Štěpánov.

### Buslijnen
Er is één bushalte bij het dorp:
| Halte                | Lijn | Traject         | Vervoerder   |
| -------------------- | ---- | --------------- | ------------ |
| Jankov, Bedřichovice | 532  | Jankov - Votice | CŠAD Benešov |

## Bezienswaardigheden
- Sint-Laurentiuskerk

## Galerij

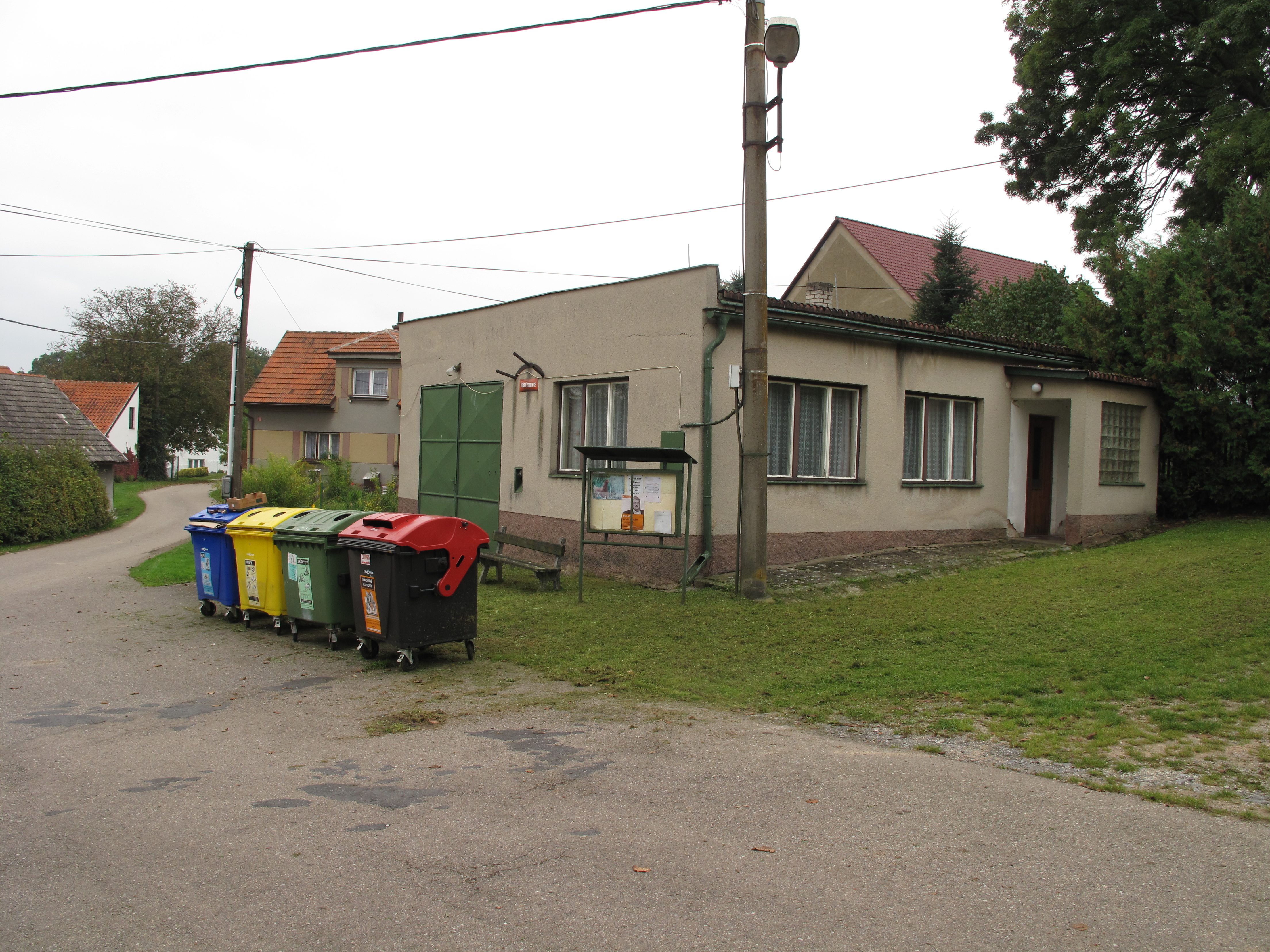
Brandweerkazerne (2014)
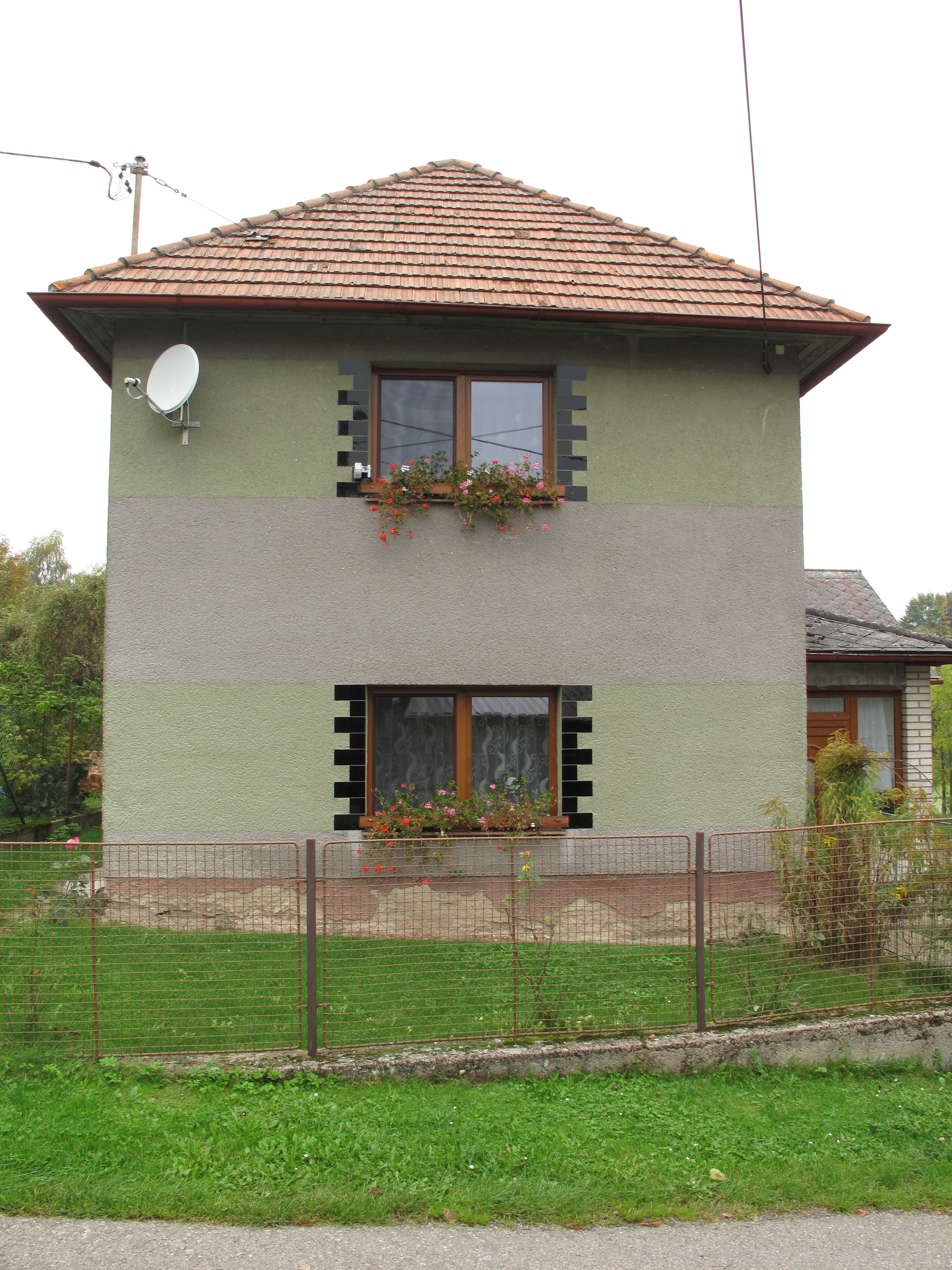
Huis in het dorp (2014)
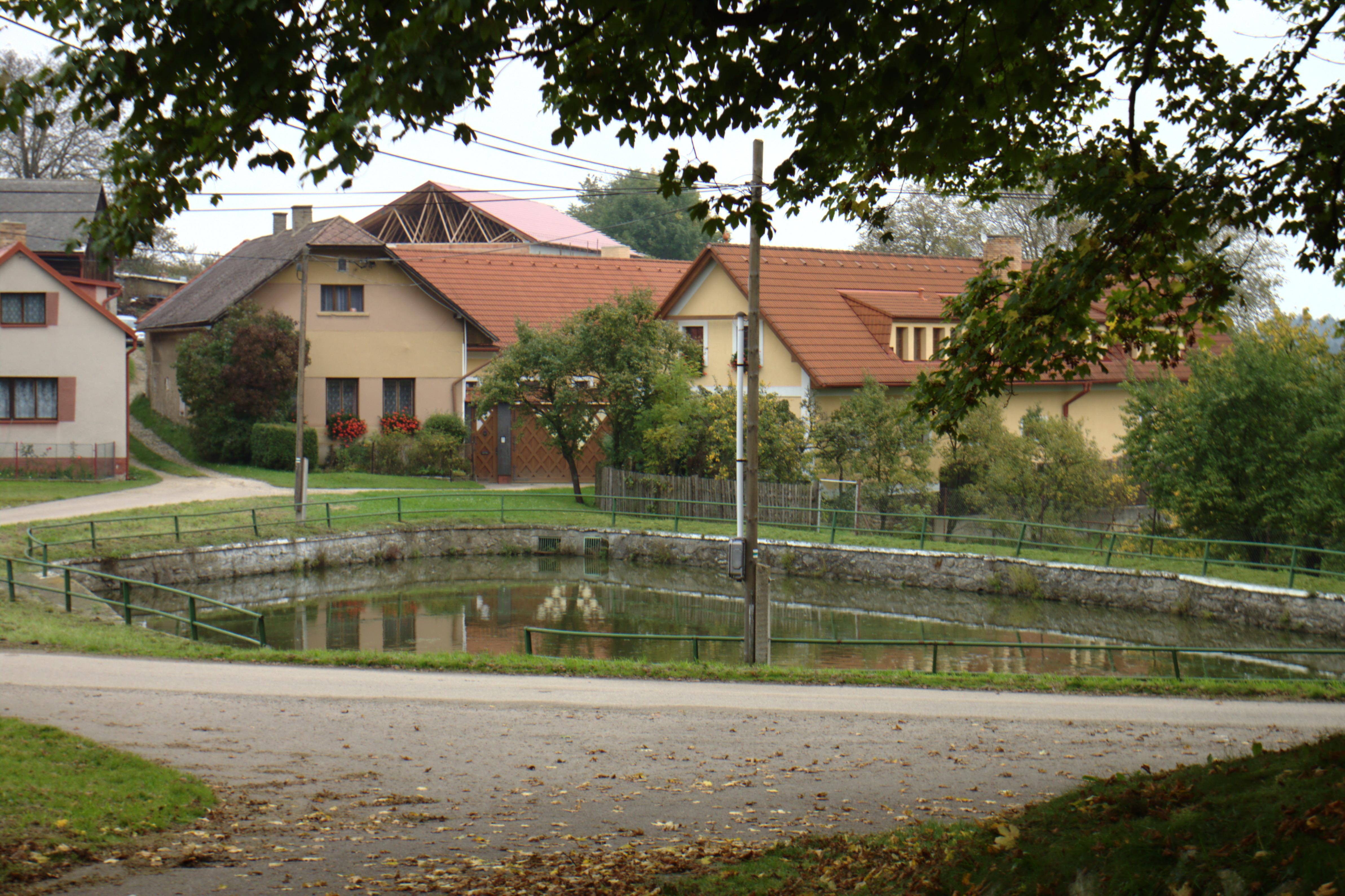
Dorpsvijver (2014)
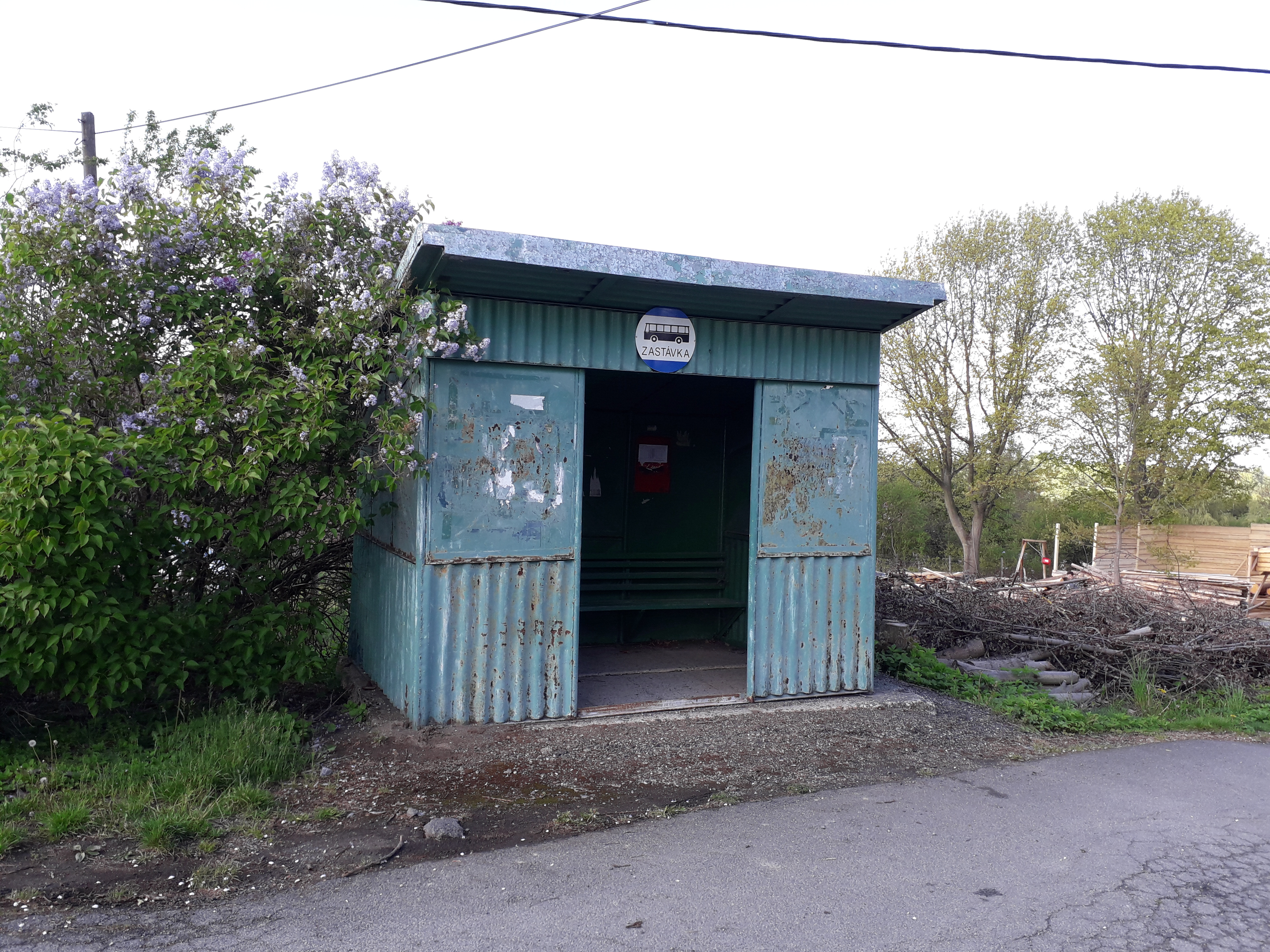
Bushalte bij het dorp (2019)
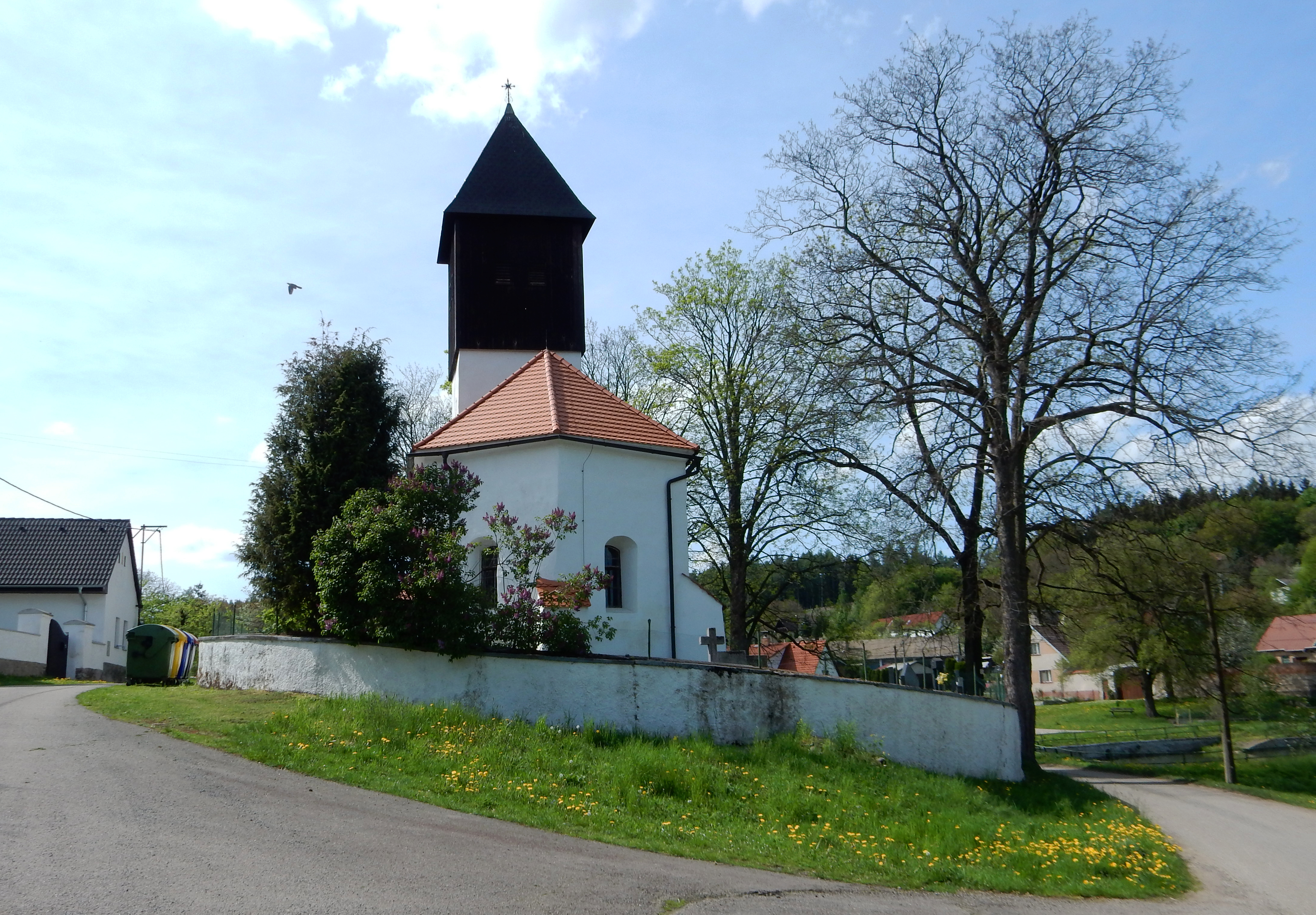
Sint-Laurentiuskerk (2015)